# Stan Turley
Stanley Frederick „Stan“ Turley (* 27. Februar 1921 in Snowflake, Arizona; † 26. April 2014 in Arizona) war ein US-amerikanischer Politiker (Republikanische Partei). Von 1967 bis 1968 war er Präsident (Speaker) des Repräsentantenhauses von Arizona; anschließend gehörte er dem Senat von Arizona an und fungierte auch dort als Präsident der Parlamentskammer.

## Werdegang
Stan Turley wuchs auf der Ranch seiner Eltern in Aripine im Navajo County auf. Von 1938 bis 1941 besuchte er die Brigham Young University in Utah, wo er zum Ringer- und zum Footballteam gehörte. Nachdem er als Mitglied der Glaubensgemeinschaft der Mormonen einen Missionsauftrag an der Ostküste der Vereinigten Staaten absolviert hatte, diente er während des Zweiten Weltkrieges im United States Army Air Corps. Nach seiner Rückkehr aus dem Krieg betätigte er sich als Rancher und Farmer sowie im Bankgewerbe. Außerdem hatte er mehrere Funktionen in der örtlichen Kirche Jesu Christi der Heiligen der Letzten Tage inne.
Seine politische Laufbahn begann 1964, als er erstmals ins Repräsentantenhaus von Arizona einzog. Nach seiner Wiederwahl folgte er ab 1967 als Speaker der Kammer auf den Demokraten Andrew J. Gilbert. 1969 wurde er in dieser Funktion von John H. Haugh abgelöst. Im Jahr 1972 wechselte Turley innerhalb der Arizona State Legislature in den Staatssenat, in dem er bis 1986 verblieb. Vier Jahre lang führte er hier als Präsident ebenfalls den Vorsitz. Turley, der als gemäßigter Republikaner galt, geriet 1986 in Konflikt mit seinem Parteikollegen Evan Mecham, dem er während des Wahlkampfs um das Amt des Gouverneurs von Arizona ethische Verfehlungen vorwarf.
Nach seinem Ausscheiden aus dem Staatsparlament zog sich Turley ins Privatleben zurück. Zusammen mit seiner Ehefrau Cleo absolvierte er von 1986 bis 1988 eine weitere Mission für seine Kirche in Utah.